# Fuat Oduncu
Fuat Shamoun Oduncu (* 1970 in Midyat, Türkei) ist ein deutscher Facharzt für Innere Medizin, Hämatologie, Onkologie und Medizinethiker. Er ist Professor für  Medizin an der Ludwig-Maximilians-Universität München (LMU) und bekannt für seine Arbeiten auf den Gebieten der Krebsforschung, Palliativmedizin, Medizinethik und Gesundheitsökonomie.

## Biographie
Fuat Shamoun Oduncu wurde in der Stadtgemeinde Midyat (Südosttürkei) geboren und gehört als Aramäer der christlichen Minderheit der syrisch-orthodoxen Kirche von Antiochien an. Seine Familie wanderte 1974 als Gastarbeiter vom Tur Abdin nach Deutschland ins bayerische Füssen aus. Er machte 1989 das Abitur am Gymnasium Füssen und studierte von 1989 bis 1995 Medizin an der LMU München. 1997 wurde er an der Medizinischen Fakultät der LMU München zum Dr. med. promoviert. Parallel absolvierte Oduncu 1992–96 ein Philosophiestudium an der Hochschule für Philosophie München, das er dort mit einem Magister Artium (M.A.) abschloss und darauf 2005 an der Philosophischen Fakultät der LMU München zum Dr. phil. promoviert wurde. 1998 erhielt Oduncu die deutsche Staatsbürgerschaft (vorher türkische Staatsbürgerschaft).
2000–2002 absolvierte Oduncu einen Europäischen Postgraduiertenstudiengang European Master in Bioethics (E.M.B.) an den Universitäten von Nijmegen, Madrid, Leuven und Padua. 2005 erfolgte die Habilitation für das Fach Innere Medizin an der Medizinischen Fakultät der LMU München. Seine Laufbahn als Arzt begann Oduncu 1996 an der Medizinischen Klinik und Poliklinik IV Klinikum der Universität München. 2004 folgte die Anerkennung als Internist, 2005 die Anerkennung für Hämatologie und Internistische Onkologie. 2006 wurde er zum Oberarzt der Hämatologie und Onkologie ernannt, 2007 zum Leiter der Hämatologie und Onkologie (Nachfolge von Bertold Emmerich). 2008 erlangte Oduncu die  Erteilung der Befugnis zur Weiterbildung zum Facharzt für Hämatologie und Onkologie. 2009 erhielt er die Anerkennung für die Zusatzbezeichnung Palliativmedizin, 2009 für Hämostaseologie. 2009 wurde ihm die Herstellungserlaubnis für autologe Stammzellen erteilt und er zur Sachkundigen Person durch die Regierung von Oberbayern ernannt. 2010 wurde er zum leitenden ärztlichen Qualitätsmanagement-Beauftragten der Medizinischen Klinik und Poliklinik ernannt.
2008–2011 studierte Oduncu Master of Business Administration Health Care (M.B.A). an der Munich Business School in Kooperation mit der Boston University School of Management. 2012 erhielt er die Zusatzbezeichnung Ärztliches Qualitätsmanagement. 2013 wurde er zum Professor an der LMU München ernannt.
Als Generalsekretär der Erich-Frank-Gesellschaft setzt sich Oduncu als Brückenbauer für die Beziehungen zwischen den medizinischen Fakultäten der LMU-München und der Universität Istanbul in Form von Austauschprogrammen (Erasmus-Programm) für Studenten und Hochschullehrer ein. Als Mitglied des Stiftungsrats der Stiftung Christlicher Entwicklungsdienst leistet Oduncu im Ehrenamt Entwicklungshilfe in den ärmsten Regionen von Indien und Afrika (Bau von Kinderschulen, Armenhäusern).
Seit 2021 ist er Träger des Bundesverdienstkreuzes.

## Wissenschaftlicher Beitrag
In Kooperation mit anderen Wissenschaftlern (Georg Fey, Karl-Peter Hopfner) arbeitet Oduncu an der Entwicklung sogenannter bi- und trispezifischer Antikörper, den Triplebodies. Das sind Antikörperderivate, die spezifisch die Krebszellen über ihre Oberflächenantigene erkennen und eliminieren. Über das Prinzip des Dualen Targeting (duale Zielgerichtetheit) können Triplebodies die Krebszelle über zwei verschiedene Oberflächenmerkmale eindeutig identifizieren, binden und zerstören. Dadurch wird eine hohe Wirksamkeit bei gleichzeitig sehr geringen Nebenwirkungen erreicht. Dieser Ansatz ermöglicht auf diese Weise eine zielgerichtete personalisierte Krebstherapie und damit eine realistische Chance auf Langzeitansprechen und Heilung für jeden einzelnen Krebspatienten. Das Team von Oduncu hat das Prinzip der Triplebodies und dualen Targeting erstmals am Model der Leukämie (Blutkrebs) etabliert. Oduncus Arbeiten wurden u. a. durch den renommierten „m4-Award“ für Personalisierte Medizin (Spitzenclusterförderung durch das BMBF und bayerisches Ministerium für Wirtschaft) gefördert.
Als Medizinethiker leistete Oduncu zahlreiche Beiträge zu zentralen Fragen ethischer und gesellschaftspolitischer Debatten über Sterben in Würde, Sterbebegleitung, Sterbehilfe, Euthanasie, Palliativmedizin, Priorisierung/Rationierung/Rationalisierung, Organtransplantation, Embryonen- und Stammzellforschung.
Oduncu hat insgesamt mehr als 200 wissenschaftliche Beiträge in Form von Artikeln in Fachzeitschriften, Büchern und Kongressbeiträgen verfasst.

## Trivia
Der Theologe Andreas R. Batlogg widmete sein Buch Durchkreuzt – Mein Leben mit der Diagnose Krebs (2019) u. a. Fuat Oduncu, "meinem Lebensretter".

## Publikationen
- Publikationsliste ResearchGate
- Publikationsliste PubMed
- Publikationsliste: Klinikum der Universität München

## Ehrungen und Auszeichnungen
- 1990–1996 Stipendium der Studienstiftung des Deutschen Volkes, Bonn
- 1995 Award des Internationalen Elektrophorese-Kongresses in Paris
- 1996 Award des Internationalen Lymphom-Kongresses in Lugano
- 1996 Theodor-Fontane-Preis der Studienstiftung des deutschen Volkes, Bonn
- 1998 Ethik-Preis des Deutschen Allgemeinen Sonntagsblatts
- 1999–2000 Förderprogramm für Forschung und Lehre (FöFoLe) an der Medizinischen Fakultät der LMU-München
- 2000–2002 Fellowship für europ. Postgraduiertenstudium „European Master in Bioethics“ (E.M.B.) an den Universitäten Nijmegen, Madrid, Leuven und Padua
- 2001 Walter-Brendel-Transplantationsstipendium der DGT, Hannover
- 2002 Förderung durch die Geschwister Boehringer Ingelheim Stiftung für Geisteswissenschaften
- 2005 Vincenz-Czerny-Preis für Onkologie der Deutschen Gesellschaft für Hämatologie und medizinische Onkologie (DGHO)
- 2008–2011 Besten-Stipendium MBA Health Care an der Munich Business School
- 2011 m4-Award[27] „Personalisierte Medizin“, Spitzencluster des Bundesministeriums für Bildung und Forschung (BMBF)[28] und des bayerischen Ministeriums für Wirtschaft.
- 2021 Bundesverdienstkreuz[29]

## Mitgliedschaften
- Deutsch-Türkischer Behindertenverein, München
- Akademie für Ethik in der Medizin (AEM), Göttingen
- European Society for Philosophy of Medicine and Health Care (ESPMH)
- Deutsche Gesellschaft für Palliativmedizin
- Deutsche Gesellschaft für Hämatologie und Onkologie (DGHO)
- Münchener Kompetenz Zentrum Ethik (MKE) der LMU-München
- Vorstandsmitglied der European Society for the Philosophy of Medicine and Health Care (ESPMH)
- Mentor des Max-Weber-Programms der Studienstiftung des Deutschen Volkes
- Mitglied im Stiftungsrat der Stiftung Christlicher Entwicklungsdienst (CED)
- Deutsche Krebsgesellschaft (DKG), Arbeitsgruppe Internistische Onkologie (AIO)
- Generalsekretär der Erich-Frank-Gesellschaft zur Förderung der deutsch-türkischen Beziehungen zwischen den Medizinischen Fakultäten der Universität München und Istanbul